# Xã Clay, Quận Shelby, Missouri
Xã Clay (tiếng Anh: Clay Township) là một xã thuộc quận Shelby, tiểu bang Missouri, Hoa Kỳ. Năm 2010, dân số của xã này là 1.151 người.